# Milan Osterc
Milan Osterc (Murska Sobota, 4 luglio 1975) è un ex calciatore sloveno, di ruolo attaccante.

## Palmarès

### Club

#### Competizioni nazionali
- Coppa di Slovenia: 1

Olimpia Lubiana: 1999-2000
- Coppa di Lega israeliana: 1

Hapoel Tel Aviv: 2001-2002

### Individuale
- Capocannoniere della Prva slovenska nogometna liga: 1

2009-2010 (22 reti)